# Quinn Wilson
Quinn Brown Wilson (* 26. Dezember 1908 in Chicago; † 14. Juni 1978 in Evanston (Illinois)) war ein US-amerikanischer Jazz- und Rhythm-and-Blues-Musiker (Tuba, Kontrabass, E-Bass, Arrangement).
Quinn spielte ab 1927 Tuba bei Jelly Roll Morton, Tiny Parham, Walter Barnes, Erskine Tate (1928–31), Richard M. Jones (1929) und zunächst als Tubist, dann als Kontrabassist bei Earl Hines (1931–39), in dessen Orchester er auch (neben Jimmy Mundy) als Arrangeur fungierte („Dominic Swing“, 1938). Mit Charles Carpenter und Louis Dunlap schrieb er den Song „Blue (Because of You)“, der u. a. von Hines, Nat King Cole, Lionel Hampton und Fats Waller eingespielt wurde.
In den 1940er-Jahren wechselte Wilson zum elektrischen Bass und wirkte bei Aufnahmen von R&B- und Bluesmusikern mit wie Lefty Bates und John Lee Hooker. Im Bereich des Jazz war er zwischen 1927 und 1975 an 55 Aufnahmesessions beteiligt, u. a. auch bei King Oliver, Alex Hill, Jimmie Noone, Jimmy Mundy, ab den 50ern auch mit Sarah McLawler, Gene Allison und Jimmy Witherspoon. Bis Mitte der 1970er-Jahre spielte er in Chicago Tuba und Sousaphon mit lokalen Bands.